# 北澤“momo”寿志

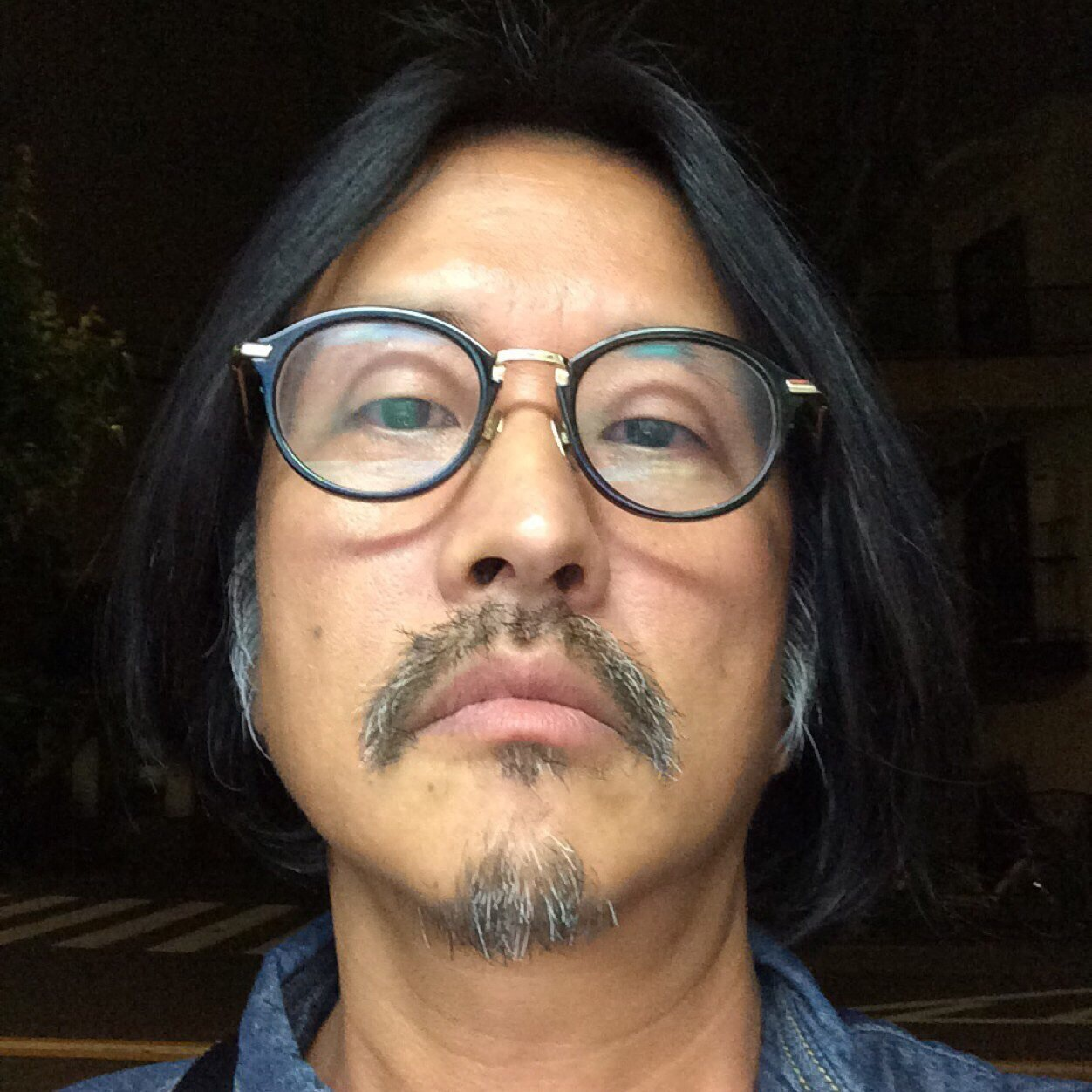
2014年

北澤“momo”寿志（キタザワ“モモ”ヒサシ、1965年1月1日 - ）は、日本のスタイリスト。三重県出身。兼田サカエに師事。1990年よりスタイリストとして活動を開始。ビジュアル制作プロデューサー、クリエイティブディレクター、映像ディレクターなどの活動もする。

## 作品

### 映像ディレクター兼スタイリストとしての作品
- 佐藤史果「All for you」
- サカナクション「アイデンティティ」
- サカナクション「エンドレス」※志賀匠と共同監督
- RIP SLYME「熱帯夜」※キャビア〜ンと共同監督

### ミュージック・ビデオ
- サカナクション「エンドレス」「バッハの旋律を夜に聴いたせいです。」「ネイティブダンサー」「アルクアラウンド」「目が明く藍色」「ルーキー」「夜の踊り子」
- 佐藤史果「All for you」

#### CDジャケット
- 森山直太朗「新たなる香辛料を求めて」※“桃寿”名義

#### 書籍装幀
- 角川文庫・寺山修司シリーズ

### スタイリストとしての作品

#### 音楽
- RIP SLYME  すべてのミュージック・ビデオ
- 椎名林檎「歌舞伎町の女王」「本能」「ギブス」「罪と罰」「性的ヒーリング〜其ノ弐〜」
- ユニコーン 「WAO!」
- 木村カエラ 「どこ」
- 森山直太朗 「さくら」
- 忌野清志郎 「冬の十字架」

#### 広告
- ユニクロ 「UNIQLOCK」
- PARCO 「2009春キャンペーン」
- 黄桜  「江川卓×小林繁」